# 1999 VE8
1999 VE8 är en asteroid i huvudbältet som upptäcktes den 8 november 1999 av den kroatiska astronomen Korado Korlević vid Višnjan-observatoriet.
Asteroiden har en diameter på ungefär 2 kilometer och den tillhör asteroidgruppen Nysa.